# Szalai Tamás (labdarúgó, 1984)
Szalai Tamás (Komárom, 1984. június 12.) magyar labdarúgó, 2009-től a másodosztályú FC Tatabánya játékosa.

## Pályafutása
Serdülőkora óta a Ferencváros labdarúgója, ahová szülővárosából, Komáromból érkezett. 20 évesen mutatkozott be az élvonalban a Sopron elleni 3-0-s győztes mérkőzésen. A 2003/2004-es bajnokcsapat keretének tagja, valamint ebből az időszakból Magyar Kupa- és Szuperkupa-győztes. A bemutatkozás után a folytatás váratott magára, hosszú ideig alig jutott szóhoz. A 2005/2006-os szezonban végül 18 mérkőzésen szerepelt és megszerezte első élvonalbeli gólját, emellett 1 gólpasszt is jegyezhetett. Az idény elején bokasérülés, míg tavasszal a Kaposvár elleni bajnokin arcsérülés hátráltatta. Az NBII-be való visszasorolást követően többnyire epizódszerepek jutottak csak neki. 2007-ben kölcsönadták a NBII. Nyugati-csoport sereghajtójának, a Mosonmagyaróvárnak, ahol rövid idő alatt 4 góllal a csapat legeredményesebb játékosa lett. A rövidke kitérő után a szezon második felében újra a Fradiban játszhatott az apró termetű játékos. 7 mérkőzésen 2 gól/3 gólpassz került a neve mellé a statisztikákban.

## Sikerei, díjai
- Magyar Bajnok (2004)
- Magyar Kupa győztes (2004)
- Magyar Szuperkupa győztes (2004)